# Jupp Kapellmann
Hans-Josef Kapellmann, dit Jupp Kapellmann, né le 19 décembre 1949 à Würselen, est un footballeur allemand. Il évoluait au poste de milieu de terrain. Il pesait 1,72 m pour 69 kg.
Il faisait partie de l'équipe de RFA qui a gagné la Coupe du monde 1974. Entre 1973 et 1979, il a aussi joué pour le Bayern Munich, club avec lequel il a gagné 3 Coupes d'Europe des champions en 1974, 1975 et 1976.
Une anecdote est restée de sa carrière au Bayern : habitué à trinballer avec lui son nounours fétiche "Pitt", Kappelman vit ses coéquipiers lors d'un déplacement organiser une tentative pour lui faire finir sa vie de peluche sous les roues du bus du club.

## Carrière
- 1968-1970 : Aix-la-Chapelle  Allemagne
- 1970-1973 : FC Cologne  Allemagne
- 1973-1979 : Bayern Munich  Allemagne
- 1979-1981 : TSV Munich 1860  Allemagne[3]

## Palmarès
- 5 sélections et 0 but en équipe d'Allemagne entre 1973 et 1974
- Vainqueur de la Coupe du monde 1974 avec l'équipe d'Allemagne
- Vainqueur de la Coupe d'Europe des clubs Champions en 1974, 1975 et 1976 avec le Bayern Munich
- Vainqueur de la Coupe intercontinentale en 1976 avec le Bayern Munich
- Champion d'Allemagne en 1974 avec le Bayern Munich
- Finaliste de la Coupe d'Allemagne en 1971 et 1973 avec le FC Cologne